# Центр мониторинга Уппсалы

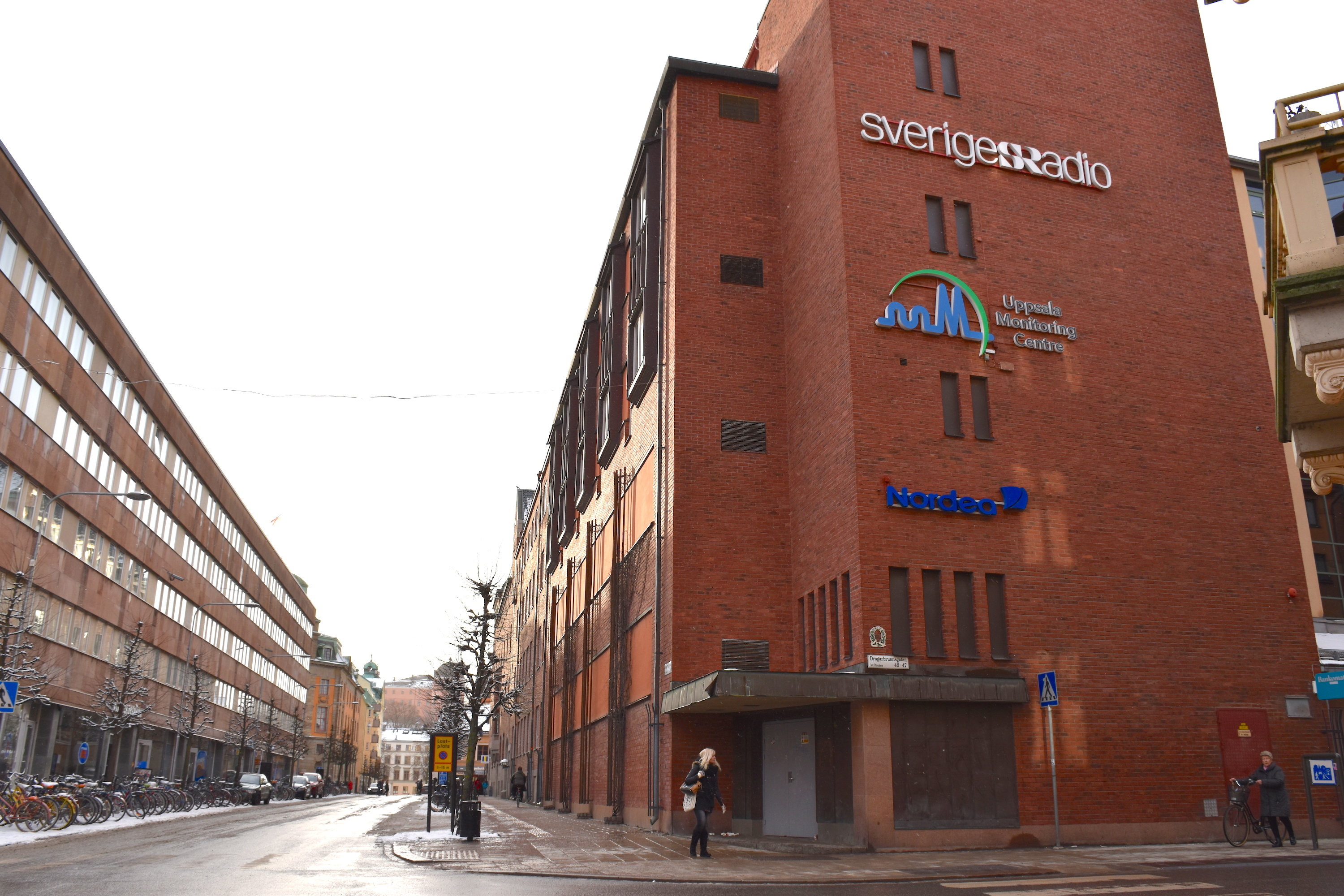
Логотип Уппсальского центра мониторинга на фасаде его офисного здания в Уппсале, Швеция.

Уппсальский центр мониторинга (UMC), расположен в Уппсале, Швеция, — это название Центра сотрудничества Всемирной организации здравоохранения по международному мониторингу препаратов. UMC работает путем сбора, оценки и передачи информации от национальных центров фармаконадзора стран-членов в отношении пользы, вреда, эффективности и риска лекарств. 

## История
С 1978 г. ответственность за управление Программой ВОЗ по международному мониторингу лекарственных средств несет UMC. В первые годы штат состоял всего из трех фармацевтов из Шведского агентства медицинских продуктов (Läkemedelsverket); в настоящее время штат состоит из более 100 сотрудников. Председателем-учредителем и исполняющим обязанности директора был профессор Оке Лильестранд. С 1990 по 2009 годы директором был профессор Ральф Эдвардс. С сентября 2009 года директором является д-р Мари Линдквист. Главный медицинский директор - доктор Пиа Кадуфф, а руководитель отдела исследований - доктор Никлас Норен.
Обязанности Уппсальского центра мониторинга это:
- Координировать Программу ВОЗ по международному мониторингу лекарственных средств и ее более чем 100 стран-членов.
- Собирать, оценивать и передавать информацию из стран-членов о пользе, вреде и рисках лекарств и других веществ, используемых в медицине, для улучшения терапии пациентов и общественного здравоохранения во всем мире.
- Сотрудничать со странами-членами в развитии и практике науки фармаконадзора.

Основным направлением и источником данных в области фармаконадзора являются отчеты ICSR (отчеты о безопасности отдельных случаев) от поставщиков медицинских услуг и пациентов в странах-участницах Программы ВОЗ. Глобальная база данных отчетов о безопасности отдельных случаев ВОЗ (VigiBase) поддерживается и разрабатывается UMC от имени ВОЗ.  UMC разрабатывает и предоставляет несколько инструментов и классификаций для использования организациями, занимающимися вопросами безопасности лекарственных средств, в том числе Словарь ВОЗ по лекарственным средствам, WHOART (терминология побочных реакций)  – с переходом к терминологии MedDRA, инструменты для поиска в базе данных и программа для управления историями болезни VigiFlow. 
Исследования UMC охватывают несколько профессиональных областей: открытие на основе данных (особенно статистические методы), анализ непропорциональности, обнаружение взаимодействий, выявление закономерностей и повторяющихся случаев), надзор за безопасностью и сигнализация (среди которых зависимость от препаратов и использование в педиатрии) и анализ пользы и риска.
Центр активно представляет исследования в медицинской литературе, в том числе некоторые основополагающие работы в этой области.  Центр в Уппсале также издает книги по безопасности лекарственных средств, включая регулярный информационный бюллетень.  В 2010 году было опубликовано 2-е издание руководства по антикризисному управлению под названием «В ожидании худшего». 
Роль UMC в обеспечении безопасности лекарственных средств не обошлась без разногласий как для агентств по лекарственным средствам, так и для фармацевтических компаний, несмотря на открытый подход, готовый взаимодействовать со многими сторонами фармацевтического мира. Они активно участвуют в работе с развивающимися странами и другими областями, где фармаконадзор еще не ведется.

## Ключевые даты программы ВОЗ
- 1968 Учреждена программа ВОЗ. Международная терминология НЛР и словарь наркотиков
- 1969 г. Определение НЛР
- 1978 г. Операции переданы в UMC; настройка реляционной базы данных НЛР. Регулярные встречи участников программы ВОЗ
- 1981 Компьютеризированная версия словаря ВОЗ по лекарствам, доступная для всех
- 1982 г. Классификационное кодирование всех лекарственных средств АТХ.
- 1985 г. Создана международная группа экспертов по рассмотрению
- 1991 Онлайновая программа поиска в базе данных ВОЗ, доступная для национальных центров
- 1991 г. Определения неблагоприятного события, побочного эффекта и терминов оценки причинно-следственной связи
- 1993 клиент-серверная программа на базе Windows для поиска в онлайн-базах данных.
- 1993 г. Регулярное обучение и образовательная деятельность
- 1994 г. Методология использования данных знаменателя для расчета коэффициентов отчетности НЛР
- 1997 Инструмент обнаружения знаний для автоматического обнаружения сигналов ( BCPNN )
- 1997 Продвижение коммуникации как необходимой дисциплины в фармаконадзоре: «Эрисская декларация»
- 1998 Интернет-дискуссионная группа для национальных центров
- 2001 Запуск проекта VigiBase Online (теперь VigiFlow)
- 2002 Новая система баз данных (VigiBase)
- 2004 Распознавание образов с использованием BCPNN в базах данных о здоровье для поиска информации о безопасности.
- 2005 Запуск расширенного словаря ВОЗ по лекарственным средствам с дополнительными полями данных; соглашение с IMS Health об увеличении информации в словаре
- 2010 г. 100-я страна присоединяется к Программе ВОЗ по международному мониторингу лекарственных средств.
- 2012 Более 7 миллионов сообщений о побочных реакциях в VigiBase, базе данных ICSR ВОЗ.
- 2015 г. Более 12 миллионов сообщений о нежелательных реакциях на лекарственные препараты в VigiBase, базе данных ВОЗ ICSR [8]

## Внешние ссылки
- Упсальский центр мониторинга домой
- Uppsala Reports — ежеквартальный журнал UMC для всех, кто занимается вопросами фармаконадзора.